# توبانتي

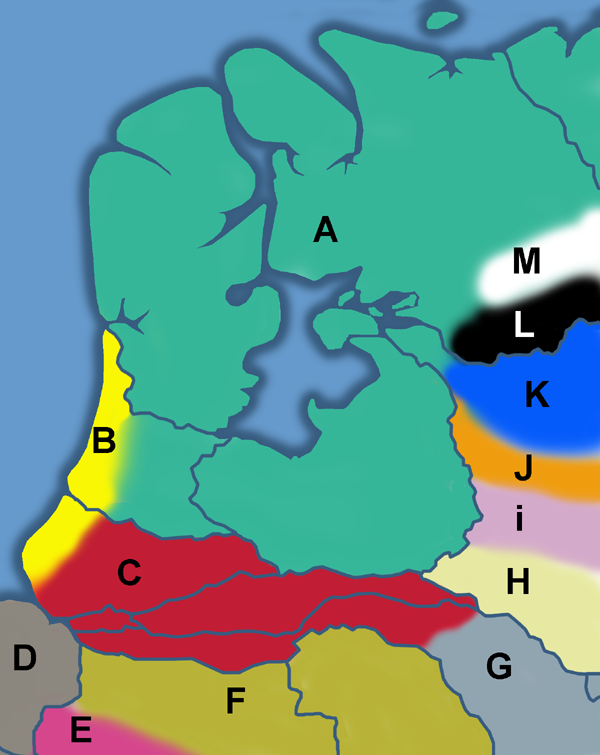

التوبانتي (باللاتينية: Tubantes) كانوا جرمانيون عاشوا في الجزء الشرقي من هولندا. وغالباً ما تتساوى مع توهانتي  Tuihanti ، الذي نعرفهم من اثنين من النقوش وجدت بالقرب من سور هادريان. الاسم الحديث تفنته مشتق من كلمة Tuihanti.